# Guillaume Guy
Pour les articles homonymes, voir Guy.
Joseph Marie Guillaume Guy dit Guillaume Guy ou Guy, né le 3 mai 1857 à Paris (10e arrondissement) et mort le 28 février 1917 à Paris (17e arrondissement), est un comédien et chanteur français.

## Biographie
Guillaume Guy débute au Théâtre-Lyrique, rue Taitbout, puis à Cluny pour la création de Un lycée de jeunes filles et aux Folies-Dramatiques où il crée un rôle dans Boccace de Franz von Suppé, le 28 juillet 1882. Il part en Amérique, pour une tournée de deux ans. Il revient en France et passe une saison au théâtre des Célestins de Lyon. Engagé, aux Nouveautés il ne joue que des rôles de second plan. Il passe a la Renaissance. Il se retrouve aux Folies-Dramatiques à la première de Les Vingt-huit Jours de Clairette de Victor Roger. Enfin, il rentre aux Nouveautés, il participe au triomphe de Champignol malgré lui de Georges Feydeau. Il joue aux Variétés, au théâtre de la Renaissance avec Sacha Guitry, puis de nouveau aux Variétés. Il est l'interprète idéal des classiques offenbachiens : La Périchole, La Vie parisienne, La Belle Hélène. Dans la comédie, il joue Le Nouveau Jeu, Le Vieux Marcheur, La Veine, Les Deux Écoles où il trouve l'un de ses meilleurs rôles. Il crée les rôles dans Le Roi, dans L'Habit vert.
Mort à 59 ans des suites d'une longue maladie qui l'avait tenu éloigné de la scène pendant trois ans, Guillaume Guy était l’époux de la chanteuse et comédienne Germaine Gallois depuis juin 1896. Ils avaient une villa à Ver-sur-Mer, une station balnéaire du Calvados que le comédien Louis Monrose leur avait fait connaître.

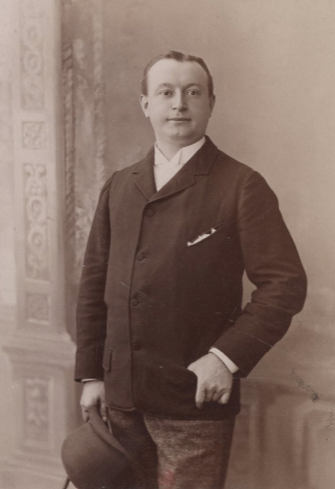
Portrait de Guillaume Guy (atelier Nadar)

## Répertoire

### Opéras-bouffes, opérettes
- 1882 : Boccace de Franz von Suppé, Folies-Dramatiques.
- 1887 : Les Saturnales, opéra-bouffe d’Albin Valabrègue et Paul Lacôme, théâtre des Nouveautés.
- 1892 : Les Vingt-huit Jours de Clairette, vaudeville-opérette en quatre actes de Victor Roger, livret de H. Raymond et A. Mars, Folies-Dramatiques.
- 1903 : Le Sire de Vergy, opéra bouffe en trois actes de Robert de Flers et Gaston Arman de Caillavet, théâtre des Variétés.
- 1908 : Geneviève de Brabant, opéra-féerie en trois actes, paroles d’Hector Crémieux et Étienne Tréfeu; musique de Jacques Offenbach, le 21 février 1908 au théâtre des Variétés[5].
- 1912 : Orphée aux Enfers, opéra-bouffe en deux actes et quatre tableaux d’Hector Crémieux et Ludovic Halévy, sur une musique de Jacques Offenbach : Jupiter[6],[7].
- 1913 : La Revue du centenaire, revue à grand spectacle en trois actes de Paul Gavault, Pierre-Louis Flers et Eugène Héros, théâtre des Variétés.

### Théâtre

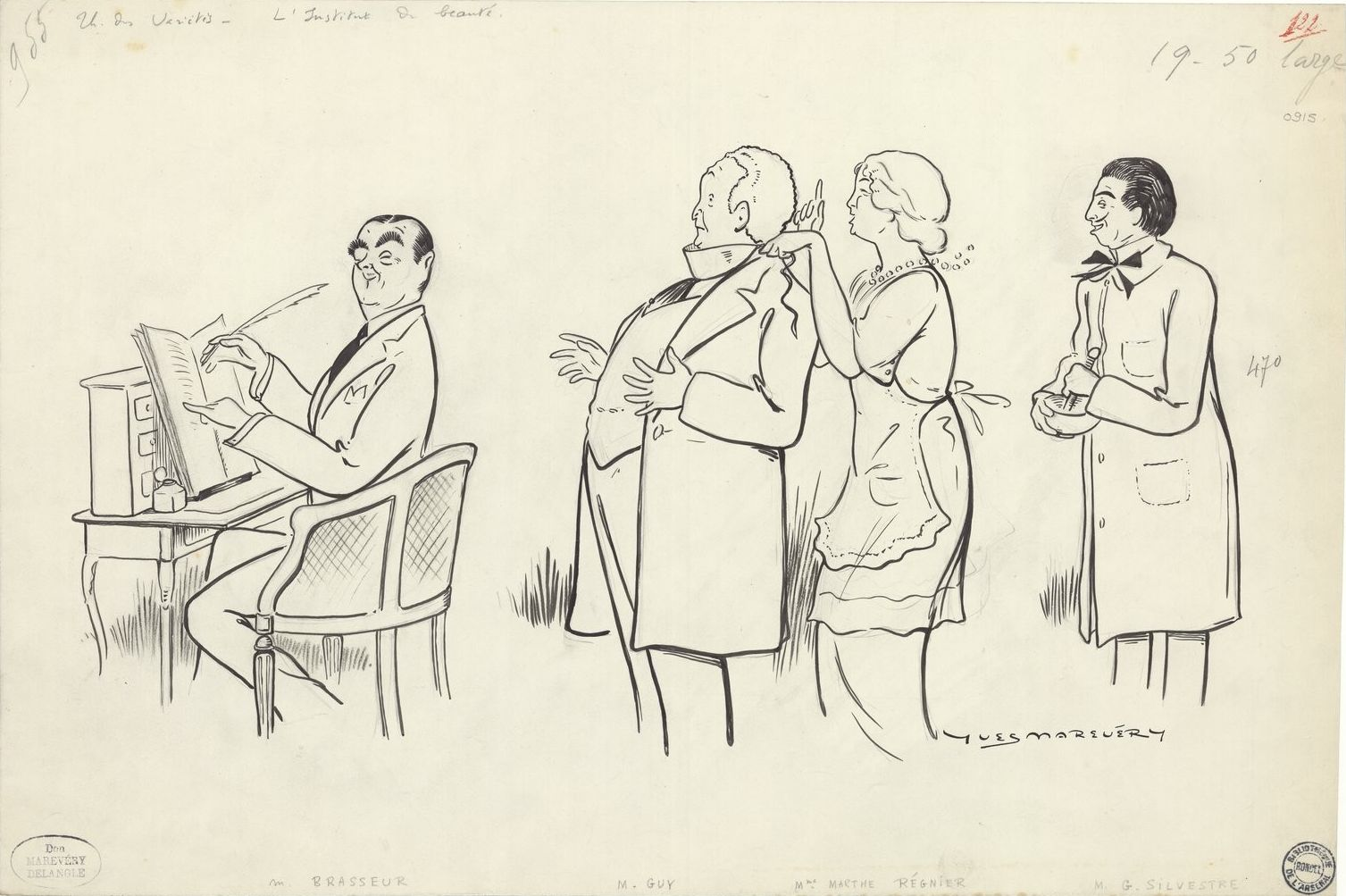
L'Institut de beauté, dessin d'Yves Marevéry, 1913

- 1892 : Champignol malgré lui pièce en trois actes de Feydeau, en collaboration avec Maurice Desvallières, théâtre des Nouveautés, 5 novembre 1892
- 1907 : Varennes, avril 1904 au Théâtre Sarah-Bernhardt
- 1907 : L'Amour en banque, comédie en trois actes de Louis Artus, théâtre des Variétés[8]
- 1907 : Le Faux Pas, comédie en 3 actes d'André Picard, théâtre des Variétés[9]
- 1908 : Les Deux Écoles, d'Alfred Capus, théâtre des Variétés, 21 février 1908[10]
- 1908 : Le Roi de Robert de Flers, Gaston Arman de Caillavet, Emmanuel Arène, théâtre des Variétés[11]
- 1909 : Un ange, comédie en trois actes  d'Alfred Capus, théâtre des Variétés : Léopold[12]
- 1912 : Le Bonheur sous la main, comédie en trois actes de Paul Gavault, théâtre des Variétés[13]
- 1912 : L'Habit vert de Robert de Flers et Gaston Arman de Caillavet, théâtre des Variétés
- 1913 :  L'Institut de beauté, comédie en trois actes, d'Alfred Capus, théâtre des Variétés

## Source
- Le Ménestrel, Paris, 1833-1940 (lire en ligne), lire en ligne sur Gallica